# Pinilla de Toro
Pinilla de Toro es un municipio de España, en la provincia de Zamora, comunidad autónoma de Castilla y León. Tiene una superficie de 24,27 km² con una población de 232 habitantes y una densidad de 12,15 hab./km². Ubicada en el Alfoz de Toro, se encuentra al este de la provincia y pertenece a la zona electoral de Toro.

## Historia

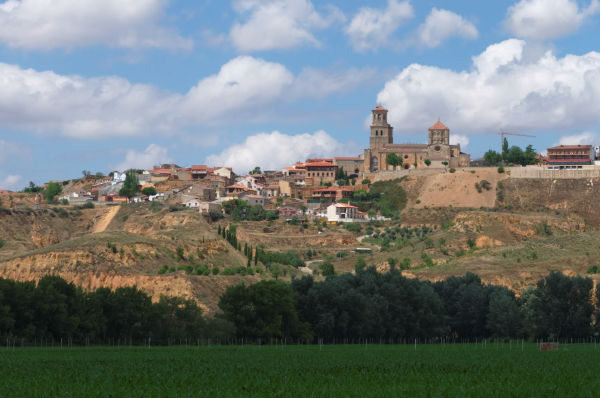
La ciudad de Toro da 'apellido' a Pinilla, que quedó integrado en la jurisdicción y arciprestazgo toresano en la Edad Media

La presencia humana en el término municipal debió ser muy temprana, de acuerdo con los hallazgos realizados en los yacimientos prehistóricos de Los Villares y El Puentón, pertenecientes a la Edad del Bronce.
Tras la llegada de los romanos a la zona, de los que da fe de su presencia la aparición de un puñal en el término, fueron los visigodos quienes se instalaron en esta zona a la que llamaron “Campi gothorum”.
La fundación de Pinilla en el emplazamiento actual, no obstante, se debería a los reyes leoneses, que repoblaron la zona en la Edad Media. De este modo, los documentos medievales la citan por primera vez como “Piniella” (siglo X) y “Penilla” (siglo XII), recibiendo su sobrenombre  al ser incluida dentro de la demarcación jurisdiccional de Toro, ciudad de la que dependió para el voto en Cortes desde las Cortes leonesas de 1188, así como de su arciprestazgo, siendo una de las que integró posteriormente la provincia de Toro.
En el año 1147 Pinilla de Toro habría recibido fuero de sus propietarios.
Ya en la Edad Contemporánea, al crearse las actuales provincias en la división provincial de 1833, Pinilla de Toro quedó encuadrado en la provincia de Zamora, dentro de la Región Leonesa.
A mediados del siglo XIX, el lugar contaba con una población censada de 1011 habitantes. La localidad aparece descrita en el decimotercer volumen del Diccionario geográfico-estadístico-histórico de España y sus posesiones de Ultramar de Pascual Madoz de la siguiente manera:

PINILLA: l. con ayunt. en la prov. y dióc. de Zamora (6 leg.). part. jud. de Toro (2), aud. terr. y c. g. de Valladolid (16). sit. en el declive de una pequeña colina; su clima es templado; sus enfermedades mas comunes las tercianas á causa de los vapores ó miasmas que se desprenden de una laguna que hay al E. del pueblo. Tiene 270 casas; la consistorial y cárcel; escuela de primeras letras dotada con 1,500 rs., á que asisten 140 niños de ambos sexos; 2 igl. parr. (San Estéban y San Martin} servida por un cura de ingreso la primera, y por otro de ascenso la segunda, ambos de provision real y ordinaria; una ermita (el Santo Cristo) en los afueras, y una fuente y 3 pozos de buenas aguas. Confina con térm. de Vez de Marban, Pobladura, Benafarces, Villavendimio, Villar D. Diego, Pozo-antiguo y Avezames. El terreno es de mediana calidad. Los caminos dirigen á los pueblos limítrofes. Recibe la correspondencia de Toro. prod.: trigo, cebada, garbanzos, yeros y muelas; cria ganado lanar y caza de codornices y alguna liebre y perdiz. ind.: 3 fáb. ú hornos de cal, ladrillo y teja, y 6 telares de estameña ordinaria. comercio: estraccion de trigo para el Canal de Castilla, estameñas para Galicia, de donde retornan tripas que benefician en tierra de Zamora y Sayago, y conduccion de carneros á la corte para el abasto de carnes; trafican ademas en azúcar, cacao, bacalao y otros géneros ultramarinos que compran en Bilbao, Santander y la Coruña. pobl.: 270 vec., 1011 alm. cap. prod.: 1.152,820 rs. imp.: 60,102. contr.: 17,483.
(Madoz, 1849, p. 35)

## Geografía humana

### Demografía
Cuenta con una población de 184 habitantes (INE 2024).
| Gráfica de evolución demográfica de Pinilla de Toro entre 1842 y 2021                                                 |
| |
| Población de derecho según los censos de población del INE. Población de hecho según los censos de población del INE. |

### Economía
La base de la economía es la agricultura, predominando el cultivo del cereal, también la ganadería de vacuno de chotos de raza. También cuenta con una fábrica de quesos, un bar, una farmacia la cual da servicio a varios pueblos cercanos, una fragua, taller de vehículos y una panadería que cuenta con un tradicional horno de leña, famosa por sus pastas y sus bollos.

## Servicios públicos
Entre los servicios públicos están el colegio público CRA Alfoz de Toro, tanatorio, comedor social y un consultorio médico, un centro social en el que se han instalado una biblioteca con una interesante colección de libros, una hemeroteca, un telecentro en el que los vecinos pueden disponer de conexión a Internet de manera gratuita y cuenta con una sala destinada al ocio juvenil equipada con futbolín, mesa de pin-pon y medios audiovisuales, el centro además sirve de sede a la agrupación cultural Los Barriales, el cual está integrado dentro de la Fundación Espigas que en verano organiza actividades culturales tales como excursiones, juegos autóctonos, manualidades o representaciones teatrales entre otros.

## Monumentos
- Iglesia de San Esteban: También conocida por "El Cabildo". En el hermoso pórtico, al sur, que hay en la entrada de su templo tiene una capillita dedicada al Santo Cristo de la Vera Cruz. El templo parroquial es una buena iglesia situada al este y fuera de la población, compuesta de un solo cuerpo o nave artesonada menos la Capilla Mayor que está cubierta de bóveda, con una buena torre con escalera de caracol, tribuna y coro bajo y cinco altares, de los que el mayor formado por varios cuadros pintados tiene mérito por su antigüedad. La sacristía, puesta detrás del altar mayor, es bastante regular con gran cajonería y con lúcidas y abundantes ropas. En la actualidad ha sido totalmente descuidada por el Obispado, tomando la iniciativa los vecinos del pueblo para que les sea cedida y así evitar su degradación.
- Iglesia de San Martín (siglo XVI): Radica en su jurisdicción, y situada extramuros, al Sureste de la población, la ermita de San Esteban. Su templo parroquial es muy bueno, situado en el centro del vecindario y en la parte más elevada, rodeado de un sólido pretil de piedra a modo de muralla. Su entrada al sur tiene un pequeño pórtico, dos torres gemelas edificadas para reemplazar la torre original, tribuna y gran coro bajo y compuesta de tres naves con columnas, está cubierta toda ella de un regular artesonado a excepción de la capilla mayor que se halla embovedada. Tiene cinco regulares altares y el mayor, de cuadros pintados es bastante bueno. Su sacristía, con gran cajonería y muchas y ricas ropas y ornamentos sagrados. Cabe destacar su cruz parroquial de plata de estilo Renacentista, la cual ha sido objeto de muestra en la exposición "Las Edades del Hombre".
- La ermita: Conocida por albergar el cristo, patrón de Pinilla.

## Fiestas

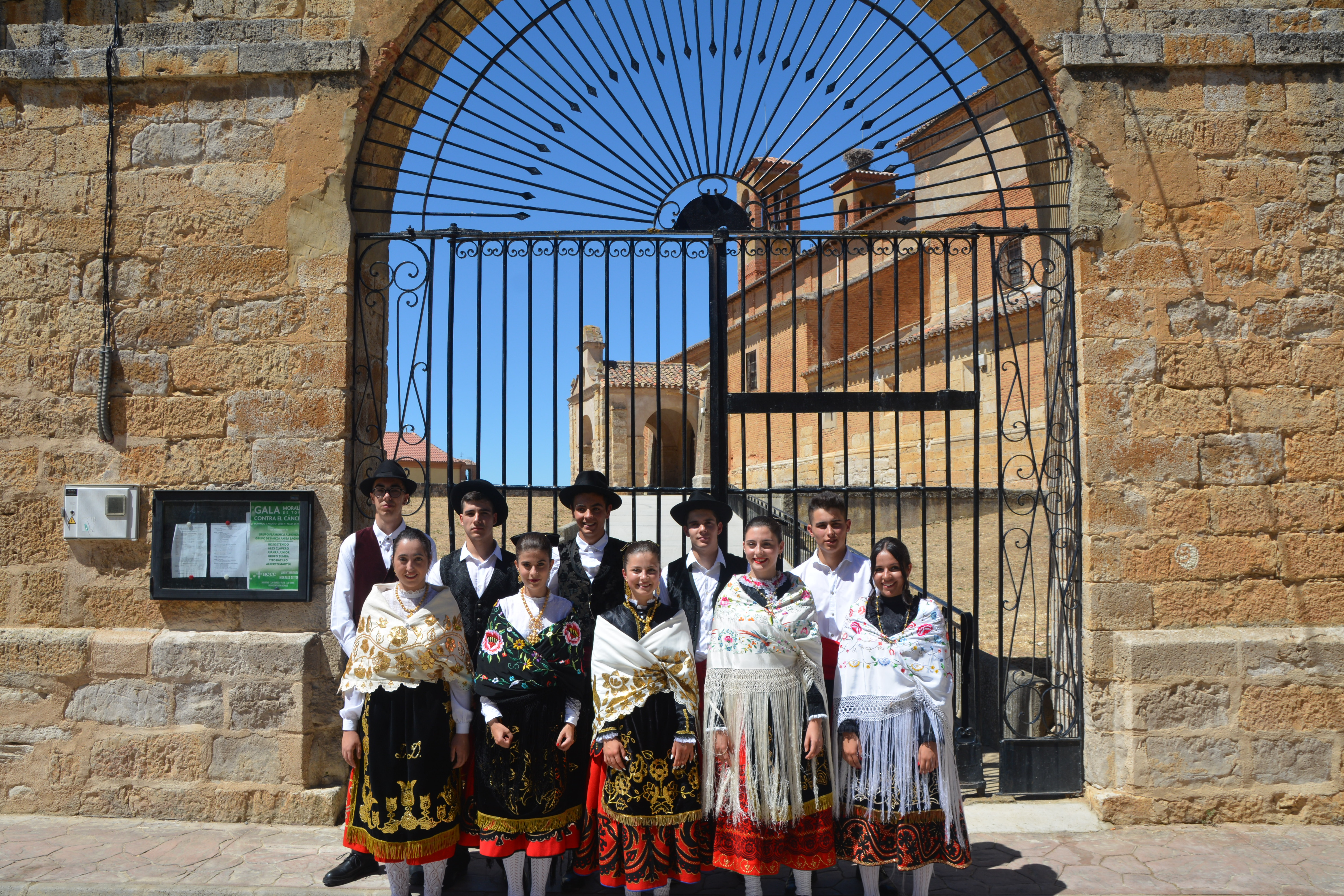

- Fiesta de la Virgen de La Asunción y día de los quintos (del 13 al 17 de agosto).
- Fiesta de San Isidro Labrador (15 de mayo).
- Fiesta del Cristo de Pinilla (mes de mayo).